# Ar Vro
Ar Vro (El País) és una revista bretona bimestral del moviment autonomista bretó, de caràcter bilingüe bretó-francès. Editada inicialment als anys trenta, fou rellançada dos cops, el 1954 i el 1996. La publica Ti ar Vro a Quimper.

## Història
Fou creada per Pierre Lemoine el 1954, i la direcció fou formada en Pasqua de 1959 per Per Denez, Guy Etienne i Ronan Pennek. La data de creació fou escollida en homenatge a l'aixecament de Pasqua del 1916. Va prendre el nom d'una revista anterior editada abans de la Segona Guerra Mundial.
Entre els col·laboradors hom hi ha trobat alguns membres organitzadors del PNB i de la Bezen Perrot, antics membres de Breiz Atao i de Stur. També s'ha retrobat temes presos a Breiz Atao desenvolupats en nom de l'anticolonialisme i de les minories oprimides: autonomisme, panceltisme, separatisme, lligams amb minories ètniques d'Europa, polèmiques amb Ar Falz. Les col·laboracions de Xavier Grall, Glenmor, i Gwenc'hlan Le Scouëzec han aportat un viratge vers el misticisme.

## Alguns redactors
- Morvan Lebesque, Per Denez, Pierre Lemoine, Guy Étienne, Meavenn, Jean Chanteau, Olier Mordrel, Alain Guel, Yann Kerlann